# Филип Ђорђевић
Филип Ђорђевић (28. септембар 1987, Београд, СФР Југославија, данас Србија) је српски фудбалер, који игра на позицији нападача.

## Клупска каријера
Филип је прошао све млађе категорије у Црвеној звезди, а дебитовао је у првом тиму у сезони 2005/06. Једну сезону је провео на позајмици у екипи Рада, да би се након тога вратио у Звезду. Од 2008. до 2014. је наступао за француски Нант.
У јулу 2014. је потписао четворогодишњи уговор са италијанским Лацијом. Са њима је провео наредне четири године у којима је на 67 првенствених мечева постигао 11 голова, с тим да у сезони 2017/18. није одиграо ниједан меч. У јуну 2018. прелази у Кјево.

## Репрезентација
Ђорђевић је био позван у фудбалску репрезентацију Србије 24. новембра 2007. године да игра на квалификационом мечу за Европско првенство у фудбалу 2008. (група А) код куће против Казахстана, али није добио шансу да заигра.
Пет година након његовог првог позива да наступа за репрезентацију, Синиша Михајловић га је изабрао као дебитанта за пријатељски меч против Чилеа 14. новембра 2012. године, на ком је и постигао свој први погодак у дресу репрезентације.

### Голови за репрезентацију
| #  | Датум               | Место                                  | Противник       | Гол | Резултат | Такмичење                                |
| -- | ------------------- | -------------------------------------- | --------------- | --- | -------- | ---------------------------------------- |
| 1. | 14. новембар 2012.  | АФГ арена, Санкт Гален, Швајцарска     | Чиле            | 2:0 | 3:1      | Пријатељска                              |
| 2. | 10. септембар 2013. | Стадион Кардиф сити, Кардиф, Велс      | Велс            | 0:3 | 0:3      | Квалификације за Светско првенство 2014. |
| 3. | 15. новембар 2013.  | Забел стадион, Дубаи, УАЕ              | Русија          | 1:1 | 1:1      | Пријатељска                              |
| 4. | 5. март 2014.       | Авива стадион, Даблин, Република Ирска | Република Ирска | 1:2 | 1:2      | Пријатељска                              |

## Трофеји

### Црвена звезда
- Првенство Србије и Црне Горе (1) : 2005/06.
- Првенство Србије (1) : 2006/07.
- Куп Србије (1) : 2006/07.